# Завод суперфосфату в Альмерії
Завод суперфосфату в Альмерії — колишній виробничий майданчик на східному узбережжі Іспанії.
Є відомості, що завод в Альмерії відкрили у 1944 році. Його власником була компанія Proquiber, що належала на паритетних засадах SA Cros (станом на 1930-ті роки володіла більш ніж десятком заводів суперфосфату по всій країні) та Unión Española de Explosivos (UEE, вела походження від заснованого Альфредом Нобелем заводу вибухівки у Більбао).
Станом на середину 1950-х проєктна потужність майданчика становила 25 тисяч тонн суперфосфату на рік.
Завод працював щонайменше до середини 1960-х років.